# Sasha Clements
Sasha Clements (* 13. března 1990 Toronto, Ontario) dříve uváděná jako Sasha Nicole Clements, je kanadská herečka. Nejvíce se proslavila televizní rolí doktorky Rayna Sherazi v seriálu Open Heart, rolí Královny Titanie v seriálu stanice Teletoon Majority Rules! a rolí Evie v seriálu stanice CTV Degrassi: The Next Generation.